# Федорюк, Василий Александрович
Василий Александрович Федорюк (14 февраля 1948 — 6 апреля 2020) — украинский предприниматель, футбольный функционер. Президент клуба «Буковина» (Черновцы) в 1993—1998 и 2007—2010 годах, входил в совет футбольного клуба «Буковина».

## Биография
Родился 14 февраля 1948 года в селе Иванковцы (Черновицкая область), там же окончил общеобразовательную школу, а затем завершил обучение в Кицманском сельскохозяйственном техникуме.
С 14 лет играл за сельскую команду. Во время службы в армии (1968—1970) играл за команду Киевского военного округа. После армии играл за любительские команды «Строитель», ДОК и «Гравитон». В составе ДОКа стал чемпионом Черновицкой области и играл в любительском чемпионате Украины. В 32 года получил тяжёлую травму колена, в результате чего и перестал играть в футбол.
В 1970 году поступил на вечернее отделение биологического факультета Черновицкого государственного университета, который окончил в 1976 году по специальности «инженер-химик».
Работал мастером на заводе минерально-витаминных биологических препаратов, затем повышен до начальника смены и цеха.
В 1986—1990 годах — начальник Черновицкого санзагона агропромышленного комплекса. Был участником ООО «Гермес» и ЧП «Ньютон», а также косвенно — ООО «Нико-Украина». Член партии «Наша Украина» с 2004 года.
Президент футбольного клуба «Буковина» (Черновцы) в 1993—1998 и 2007—2010 годах. При его первом президентстве команда отыграла один сезон в Высшей лиге, затем — в Первой. В ходе второй каденции — уже во Второй лиге. Входил в совет клуба.
6 апреля 2020 года умер от COVID-19.
Был женат, отец двух дочерей: Юлии и Марины.